# Musée d'histoire militaire d'artillerie, de troupes d'ingénieurs et de communications
 (novembre 2016).
Si vous disposez d'ouvrages ou d'articles de référence ou si vous connaissez des sites web de qualité traitant du thème abordé ici, merci de compléter l'article en donnant les références utiles à sa vérifiabilité et en les liant à la section « Notes et références ».
Le musée d'histoire militaire d'artillerie, de troupes d’ingénieurs et de communications (Военно-исторический музей артиллерии, инженерных войск и войск связи en russe) est un musée militaire situé à Saint-Pétersbourg, en Russie.

## Historique

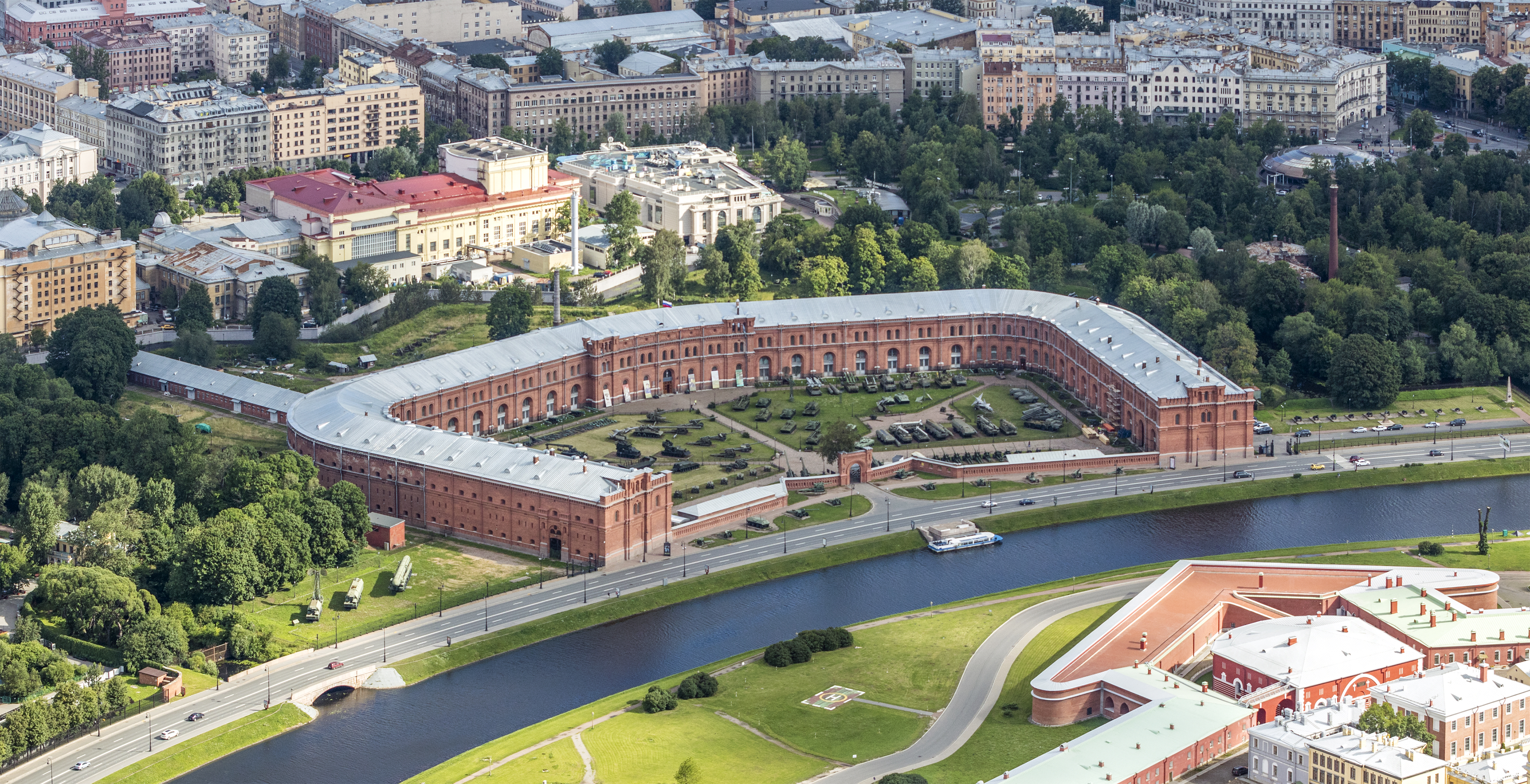
Vue aérienne du musée d'histoire militaire d'artillerie, de troupes d’ingénieurs et de communications en 2016.

Tout a commencé lorsque Pierre Le Grand a donné la consigne de conserver les vieux canons dans l'arsenal de Saint-Pétersbourg à l'avenue Liteiny. Ils sont restés de 1776 jusqu'à 1869, avant d'être transportés vers la forteresse Pierre-et-Paul où ils sont exposés de nos jours.
Aujourd'hui plus de 850 000 objets y sont exposés. Sur l'esplanade du musée on trouve plus de 200 échantillons  de canons, des complexes de lancement de missiles, etc. La collection du musée couvre la période allant du XVe siècle, jusqu'à nos jours.  
La collection dont le musée est dépositaire contient entre autres d'anciens objets en bronze, qui se distinguent par leurs décorations uniques, faites par les artisans russes de l'époque. Par exemple, la collection contient plusieurs canons du grand maitre artisan Andrei Chokhov, ainsi que des objets d'artisans étrangers (trophées de guerre).
Dans l'Encyclopédie Brockhaus et Efron le musée est décrit avec ces mots :

« Le musée d'artillerie à Saint-Pétersbourg est d'un point de vue historique l'un des plus beaux  dépôts d'armes, d'armatures et d'une multitude d'autres objets d'artillerie. La collection du musée et disposée sur deux rayons, un qui couvre l'histoire de l'armement et de l'artillerie russe, de la fin du XIVe siècle jusqu'à nos jours et un autre où sont exposés les trophées de guerre d'origines étrangères principalement du XVIIIe siècle. On y trouve aussi des objets d'histoire qui y ont été acheminés par hasard comme les uniformes de guerre et armes de Pierre Ier, Pierre III, Catherine II, Alexandre Ier, Nicolas Ier; la selle d'Ivan le terrible, le doublet de Pierre le Grand ; l'uniforme de guerre et le linge de Frédéric II de Prusse ; le masque mortuaire de Souvorov ; l'uniforme de guerre que portait Mikhaïl Andreïevitch Miloradovitch lors de son assassinat le 14 décembre 1825; le tabouret et la canne de Razine etc. »

En hommage au grand Knèze Michel Nikolaïevitch de Russie, un buste sculpté par Alexandre Apollonov a été rajouté a la grande collection du musée.
L'esplanade du musée abrite un mémorial dédié aux décabristes, qui ont été assassinés au même endroit en 1826.

## Galerie

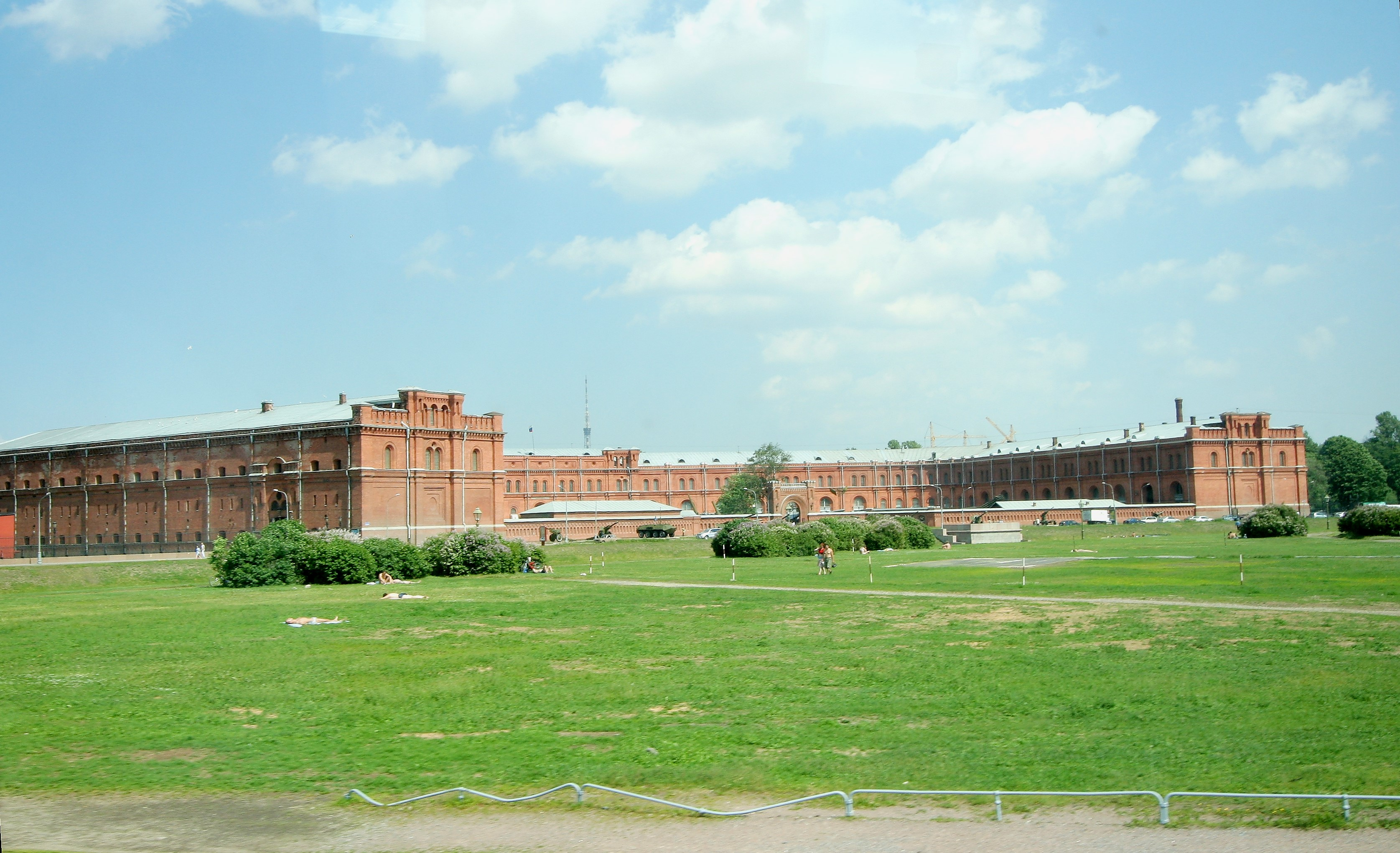
Vue sur la forteresse Pierre et Paul où se trouve le musée.
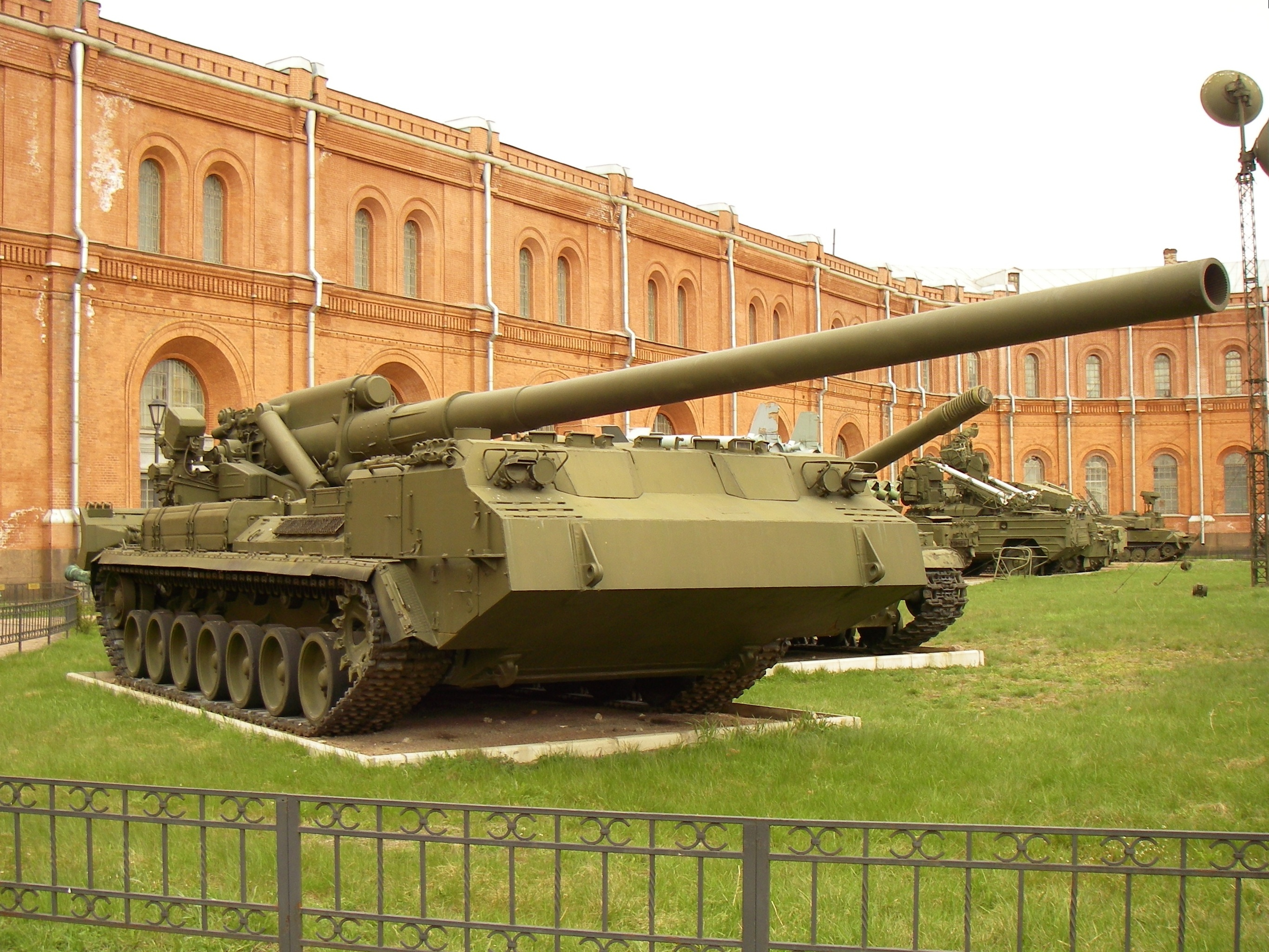
Le canon auto-moteur sur l'esplanade du musée.
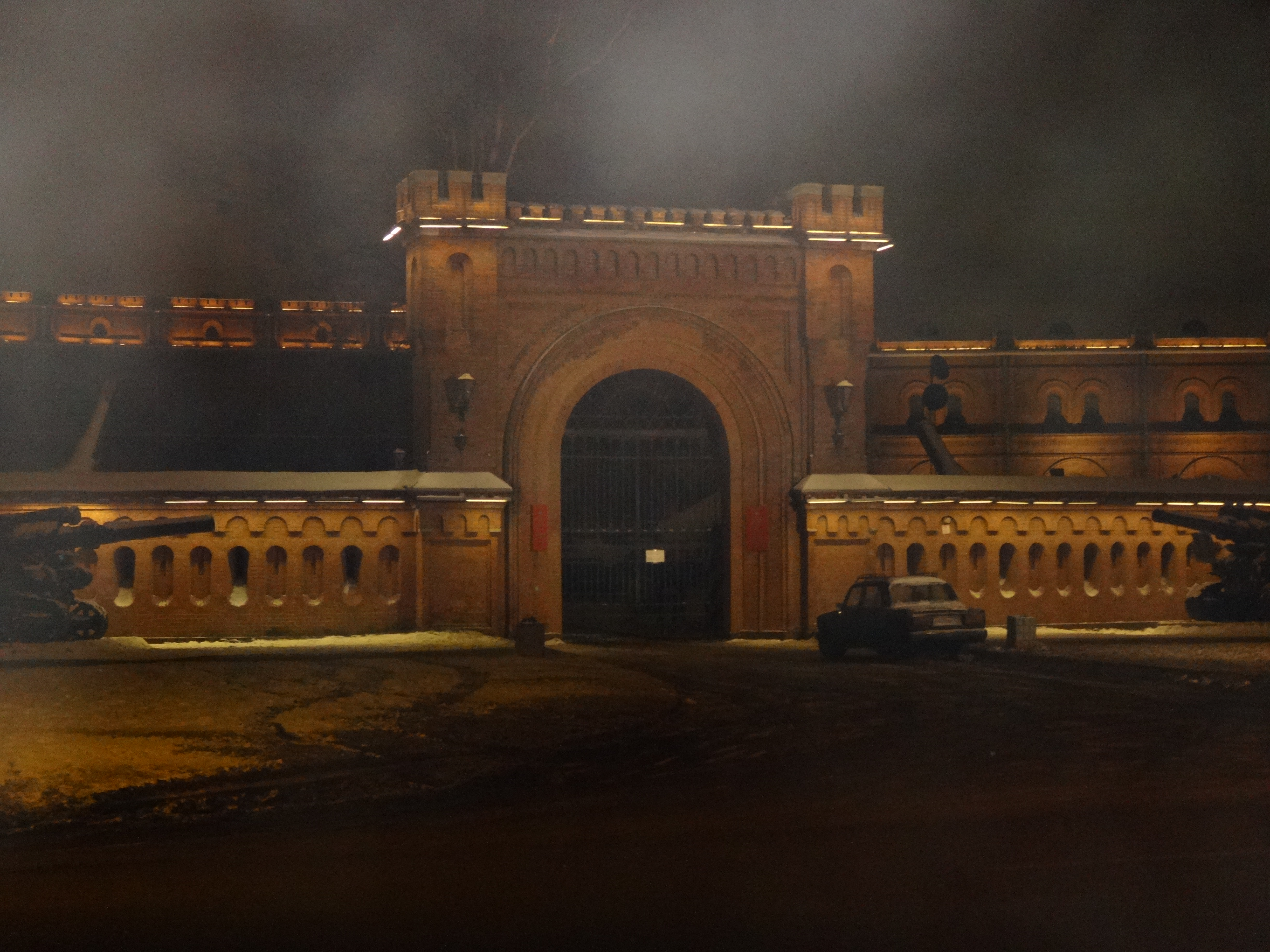
Entrée dans la cour du musée.
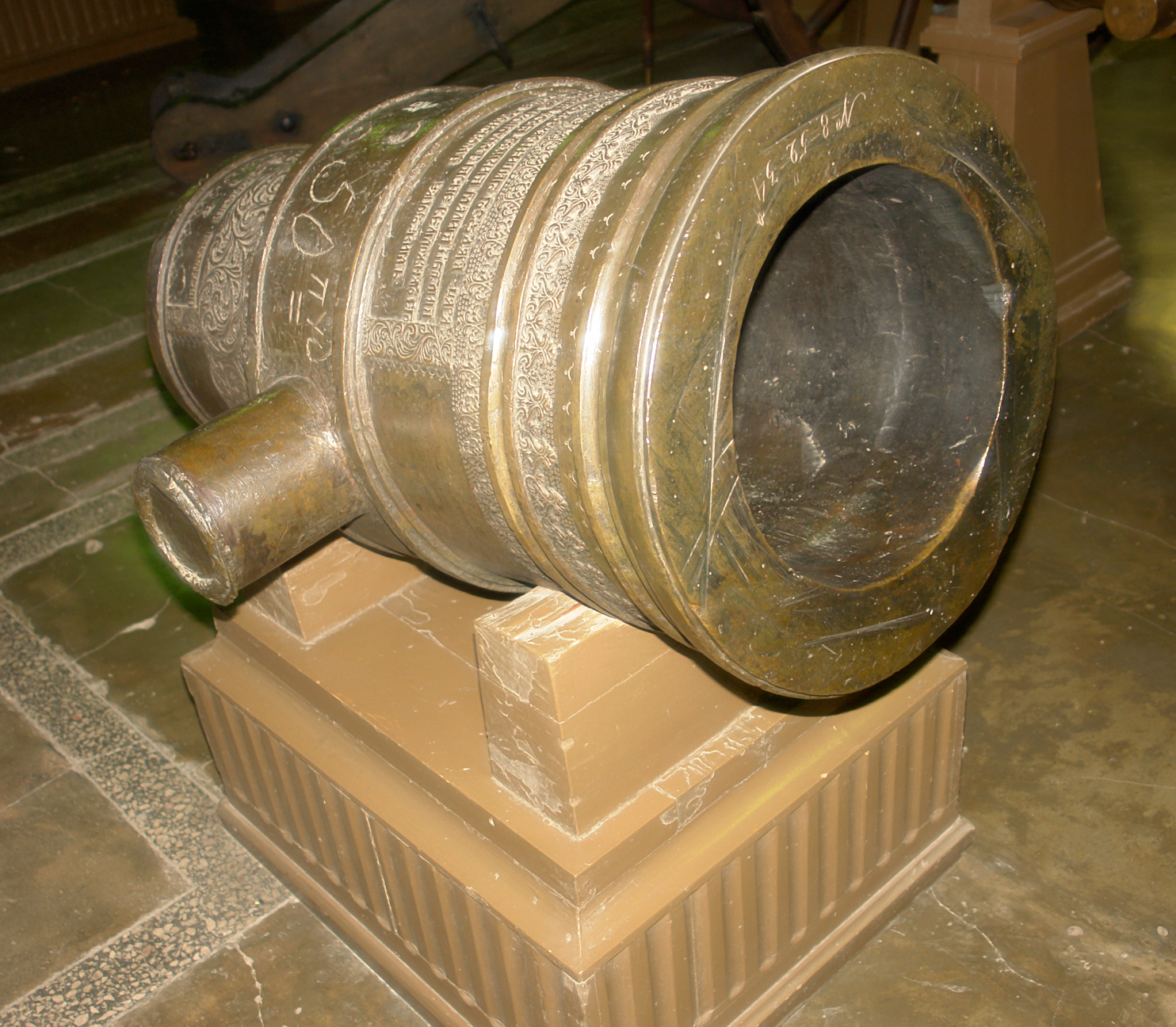
Canon de mortier de campagne 3-PUD (33 cm) en bronze. Longueur : 97 cm. Poids : 865,7 kg. Coulé en 1698 dans la ville de Glukhov par le maître Karp Iosifovitch.
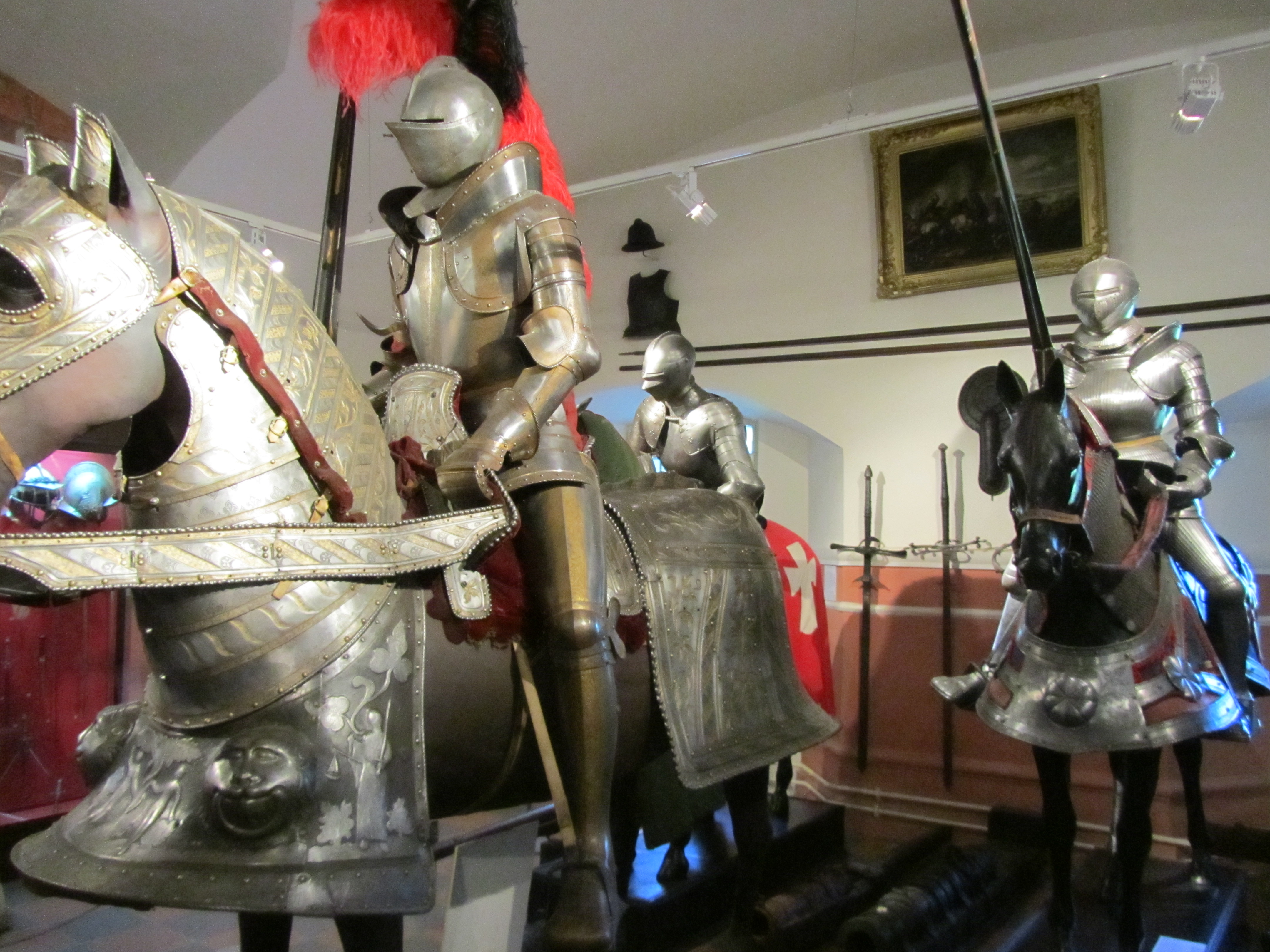
Armures de chevaliers équestres des XIVe – XVIe siècles.
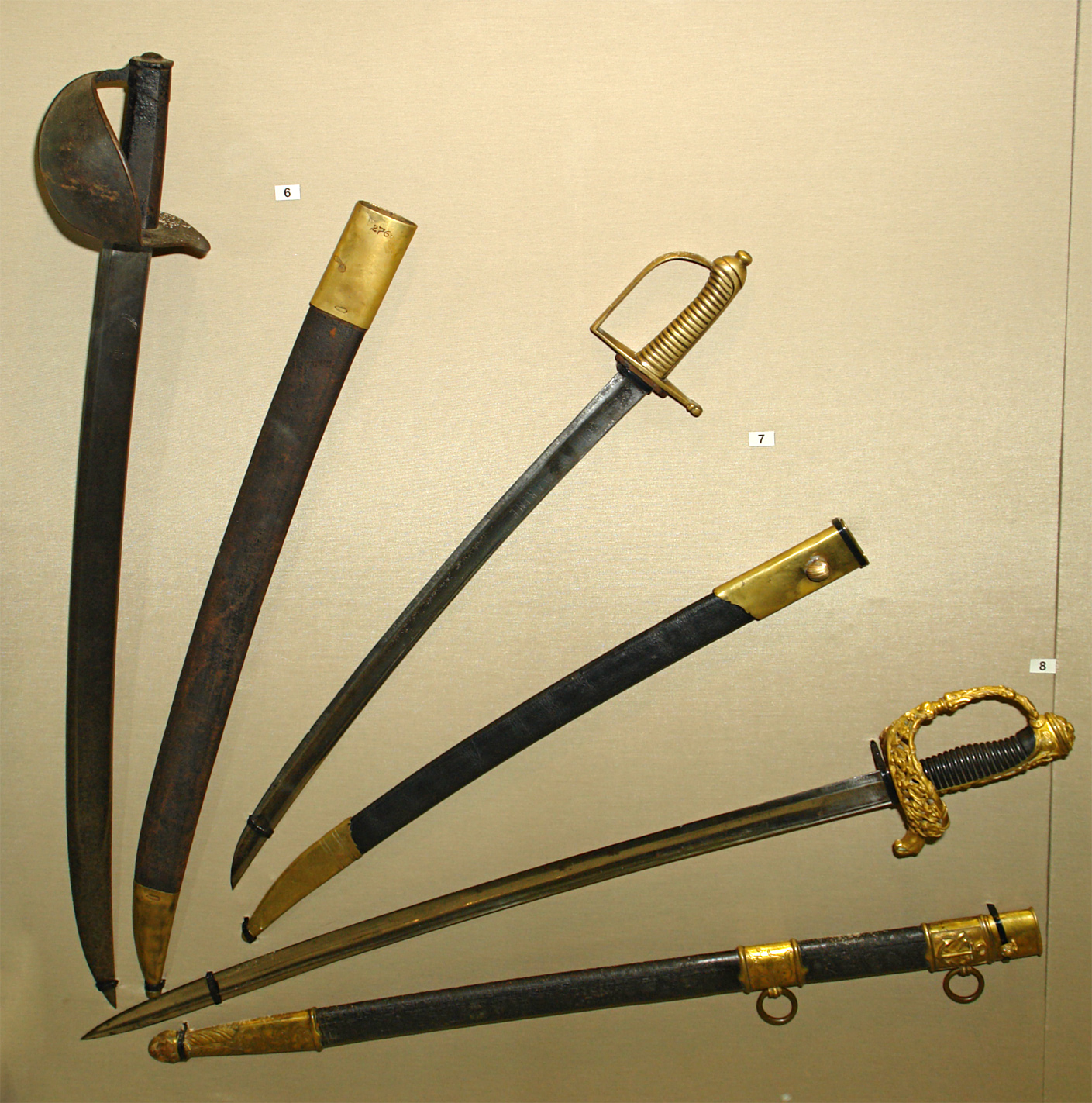
6. Sabre d'abordage français, modèle 1833. 7. Sabre de cadet de la marine française du dernier quart du XVIIIe siècle. 8. Sabre d'officier de la marine française du ministère des Ressources marines, modèle 1837.
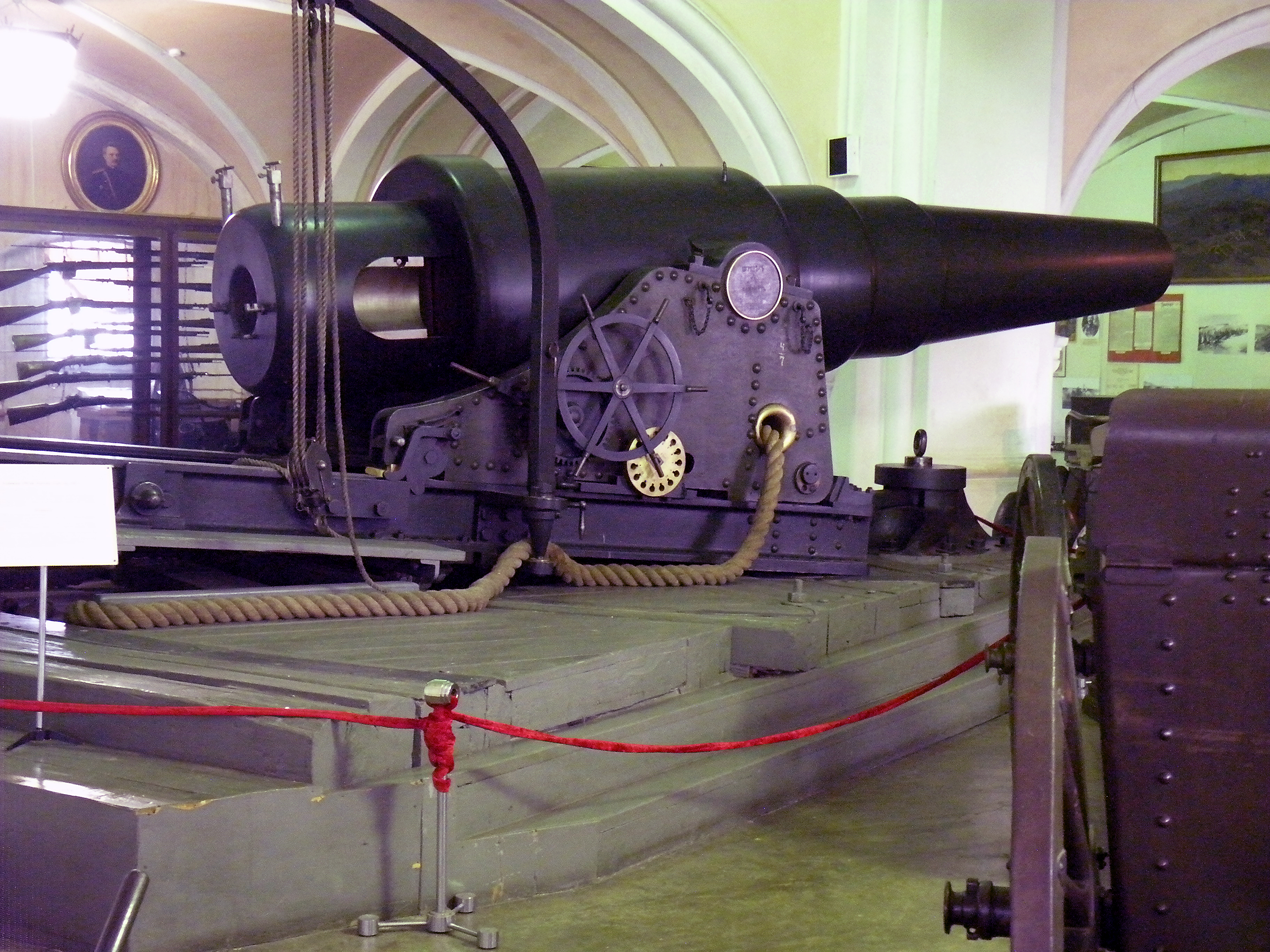
Canon côtier de 279 mm, modèle 1867.
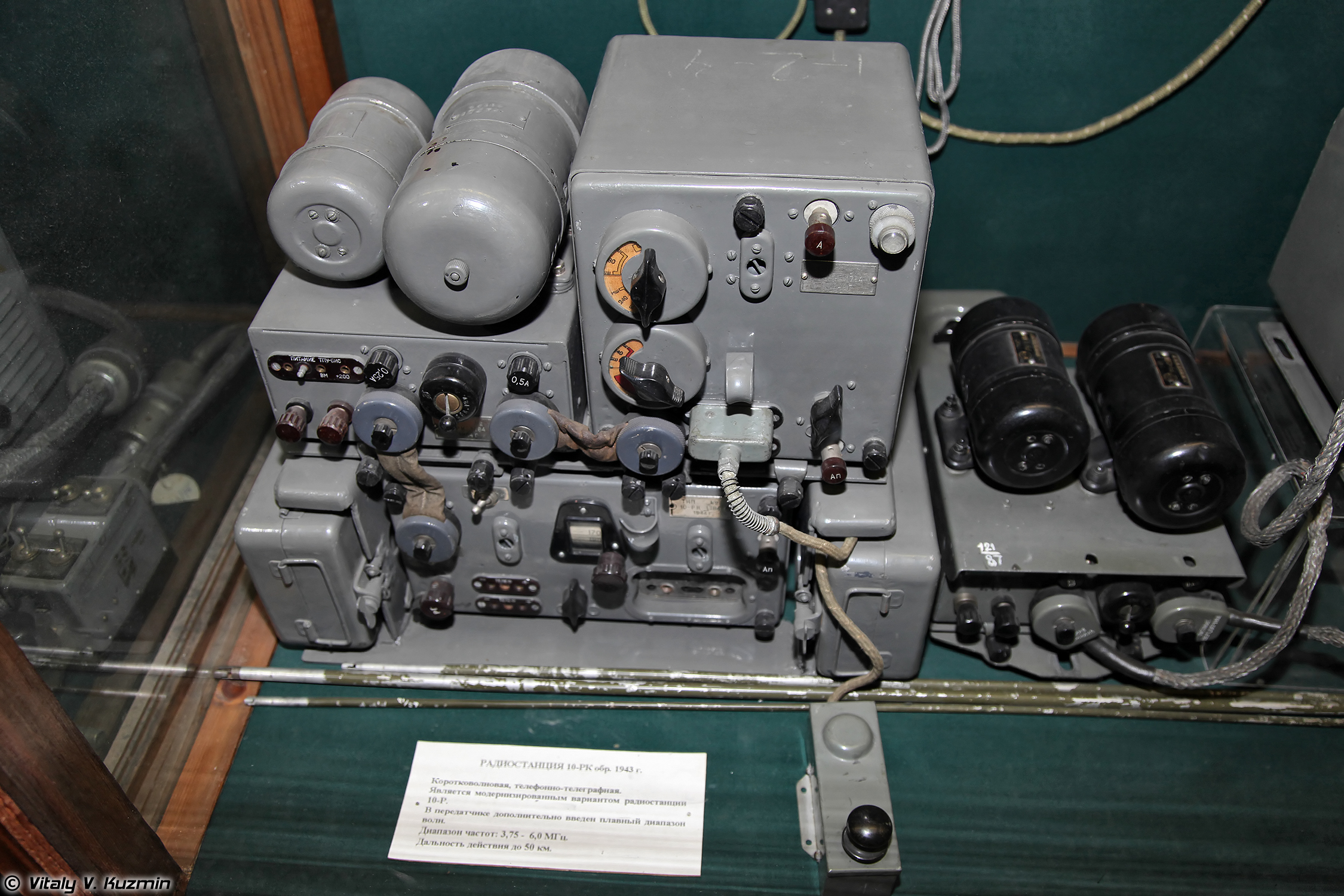
Radio 10-RK.